# Beau Knapp
Beau Christian Knapp (Los Angeles, 17 aprile 1989) è un attore statunitense.

## Biografia
Nato a Los Angeles, suo padre Harry Knapp è un produttore cinematografico mentre sua madre è una stilista. Nel 2009 la famiglia si trasferisce per un breve periodo in Colorado, per poi tornare a Los Angeles. Ben presto si appassiona alla recitazione e studia alla Film Academy a Burbank in California. Dopo gli studi invia un nastro di audizione al produttore David Chase e vola a New York per sostenere un provino per il film Not Fade Away, senza però riuscire a superarlo. Poco dopo ottiene il suo primo ruolo cinematografico in Super 8 di J. J. Abrams, seguito dall'horror con Luke Evans No One Lives, diretto da Ryūhei Kitamura.
Nel 2014 è co-protagonista con Brenton Thwaites di The Signal, che ha ottenuto buone recensioni al Sundance Film Festival ed è stato poi distribuito dalla Focus Features. Nel 2015, recita al fianco di Liam Neeson nel thriller Run All Night - Una notte per sopravvivere e con Jake Gyllenhaal nel pugilistico Southpaw - L'ultima sfida.
Knapp era stato preso in considerazione per un ruolo nel film Marvel AntMan con la regia di Edgar Wright, ma quando Wright abbandonò il progetto il ruolo non si concretizzò. Knapp fa parte del cast di L'ultima tempesta, storia vera del salvataggio avvenuto nel febbraio 1952 per recuperare la petroliera SS Pendleton spezzatasi in due durante una violenta tempesta in mare aperto, e ha il ruolo del cattivo in The Nice Guys, con Ryan Gosling e Russell Crowe.
Nel 2021 interpreta l'antagonista Mal'Akh nella serie televisiva Il simbolo perduto.

### Vita privata
Knapp vive a Los Angeles con la fidanzata Lucy e i loro due figli.

## Filmografia

### Attore

#### Cinema
- Super 8, regia di J. J. Abrams (2011)
- No One Lives, regia di Ryūhei Kitamura (2012)
- The Signal, regia di William Eubank (2014)
- Qualcosa di buono (You're Not You), regia di George C. Wolfe (2014)
- Run All Night - Una notte per sopravvivere (Run All Night), regia di Jaume Collet-Serra (2015)
- What Lola Wants, regia di Rupert Glasson (2015)
- Southpaw - L'ultima sfida (Southpaw), regia di Antoine Fuqua (2015)
- Regali da uno sconosciuto - The Gift (The Gift), regia di Joel Edgerton (2015)
- L'ultima tempesta (The Finest Hours), regia di Craig Gillespie (2016)
- The Nice Guys, regia di Shane Black (2016)
- Vincent N Roxxy, regia di Gary Michael Schultz (2016)
- Billy Lynn - Un giorno da eroe (Billy Lynn's Long Halftime Walk), regia di Ang Lee (2016)
- Castello di sabbia (Sand Castle), regia di Fernando Coimbra (2017)
- Dirty Lies, regia di Jamie Marshall (2017)
- My Days of Mercy, regia di Tali Shalom Ezer (2017)
- Il giustiziere della notte - Death Wish (Death Wish), regia di Eli Roth (2018)
- Juveniles, regia di Nico Sabenorio (2018)
- Destroyer, regia di Karyn Kusama (2018)
- Measure of a Man, regia di Jim Loach (2018)
- Crypto, regia di John Stalberg Jr. (2019)
- Vandal, regia di Jose Daniel Freixas (2019)
- American Skin, regia di Nate Parker (2019)
- La legge dei più forti (Black and Blue), regia di Deon Taylor (2019)
- Semper Fi - Fratelli in armi (Semper Fi), regia di Henry Alex Rubin (2019)
- Mosquito State, regia di Filip Jan Rymsza (2020)
- Ida Red, regia di John Swab (2021)
- Little Dixie, regia di John Swab (2023)
- The Bikeriders, regia di Jeff Nichols (2023)
- Road House, regia di Doug Liman (2024)
- Long Gone Heroes, regia di John Swab (2024)

#### Cortometraggi
- The J.H. Gunn Project, regia di Shequeta Smith (2009)
- Wracked, regia di Victoria Mahoney (2012)
- The Sunshine Shop, regia di J.F. Gagnon e Genevieve Gagnon (2013)
- The Lovaganza Convoy: The Screen Tests, regia di J.F. Gagnon e Genevieve Gagnon (2014)
- The Hitchhiker, regia di Alexander Harrison Jacobs (2014)
- Burned, regia di Jaime Valdueza (2015)
- The Last Ones, regia di Sean Kallas (2015)
- Bumblebees, regia di Sebastian Sdaigui (2022)

#### Televisione
- Bones – serie TV, episodio 8x24 (2013)
- Edge – film TV, regia di Shane Black (2015)
- Shots Fired – serie TV, 9 episodi (2017)
- Seven Seconds – serie TV, 10 episodi (2018)
- L.A.'s Finest – serie TV, 6 episodi (2020)
- The Good Lord Bird - La storia di John Brown (The Good Lord Bird) – miniserie TV, 7 puntate (2020)
- Il simbolo perduto (The Lost Symbol) – serie TV, 10 episodi (2021)
- Law & Order: Organized Crime – serie TV, episodio  3x01 (2022)
- Law & Order - Unità vittime speciali (Law & Order: Special Victims Unit) – serie TV, episodio 24x01 (2022)
- Law & Order - I due volti della giustizia (Law & Order) – serie TV, episodio 22x01 (2022)
- Seal Team - serie TV, 10 episodi (2024)
- FBI: International – serie TV, episodio 4x01 (2024)

### Doppiatore
- The Guilty, regia di Antoine Fuqua (2021)

## Doppiatori italiani
Nelle versioni in italiano delle opere in cui ha recitato, Beau Knapp è stato doppiato da:
- Emanuele Ruzza in American Skin, Little Dixie, Road House, The Bikeriders
- Francesco Venditti in Castello di sabbia, Law & Order: Organized Crime, Law & Order - Unità vittime speciali
- Flavio Aquilone in The Signal, The Good Lord Bird - La storia di John Brown
- Daniele Giuliani ne L'ultima tempesta, Seven Seconds
- Federico Zanandrea in Billy Lynn - Un giorno da eroe, Semper Fi - Fratelli in armi
- Corrado Conforti in Super 8
- Massimo Aresu in No One Lives
- Paolo De Santis in Qualcosa di buono
- Emiliano Coltorti in Southpaw - L'ultima sfida
- Andrea Mete in The Nice Guys
- Daniel Spizzichino ne Il giustiziere della notte
- Mattia Bressan in Crypto
- Matteo De Mojana ne La legge dei più forti
- Maurizio Merluzzo in Il simbolo perduto
- Stefano Macchi in Law & Order - I due volti della giustizia
- Gianluca Cortesi in FBI: International

Come doppiatore, è sostituito da:
- Andrea Moretti in The Guilty